# 林窗

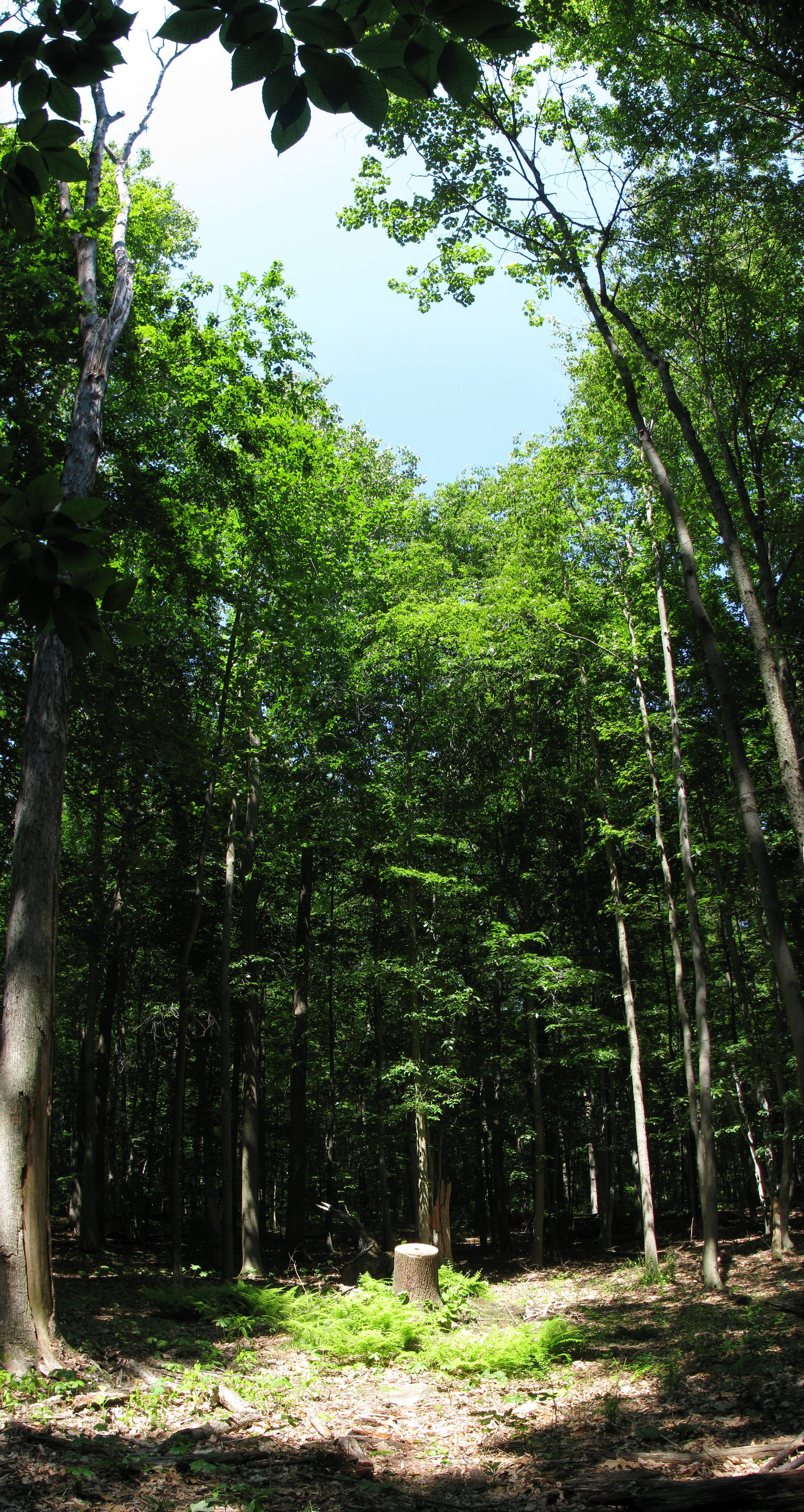
森林中一棵樹被砍伐后形成了林窗。

林窗是森林中林冠层树木死亡而形成的空隙。林窗能改变森林中的光、温、水和土壤环境，促进种子萌发，增加幼苗生长，提高物种多样性。